# Simulium chovdica
Simulium chovdica är en tvåvingeart som först beskrevs av Yankovsky 1996.  Simulium chovdica ingår i släktet Simulium och familjen knott. Inga underarter finns listade i Catalogue of Life.